# 탈피 (영화)
《탈피》(영어: Reptile)는 2023년 공개한 범죄 미스터리 스릴러 영화이다.

## 출연

### 주연
- 베니시오 델 토로 - 톰 니콜스 역
- 저스틴 팀버레이크 - 윌 그래디 역
- 알리시아 실버스톤 - 주디 니콜스 역

### 조연
- 에릭 보고시안 - 로버트 앨런 역
- 마이클 피트 - 일라이 필립스 역
- 아토 에산도 - 댄 클리어리 역
- 도메닉 롬바르도지 - 월리 역
- 칼 글러스먼 - 샘 지포드 역
- 프란시스 피셔 - 카밀 그레디 역
- 태드 럭킨빌 - 피터 역 (제작)